# Maximin Legros
Maximin Legros, (Belval-Bois-des-Dames (Gran Est), 7 de maig, 1750 - Rennes (Bretanya), 30 de març, 1823), va ser un general francès de la Revolució, de l'Imperi, i participant de la revolta de la Vendée.

## Biografia
Va entrar al servei el 24 de novembre de 1771, com a soldat al Regiment de la Corona, va esdevenir caporal l'1 de juliol de 1775, sergent furriel el 9 de novembre de 1779, sergent major el 20 de novembre de 1780 i ajudant sub comissat amb el grau de segon tinent el 15 de setembre de 1791. Va ser nomenat tinent el 20 de maig de 1792, ajudant major el 15 de juliol següent i capità el 20 de febrer de 1793. El 23 de maig de 1793 va prendre el comandament del 10è batalló de la formació d'Orleans, i el 22 de juliol següent, el lloc de Niort.
Fou ascendit a general de brigada el 30 de juliol de 1793 a l'exèrcit de "Côtes de la Rochelle", i el 4 de novembre següent fou emprat a l'exèrcit d'Occident, prengué el comandament de la 2a brigada, que participà a la columnes infernals a la Vendée i l'abril de 1794, va ordenar les afusellades de Marillais, on van ser executats uns 2.000 homes, dones i nens de la Vendée. Va ser suspès de les seves funcions el 17 d'agost de 1794.
Reactivat el març de 1795 com a comandant del camp de Chiché a la Vendée, després el de Sainte-Florence el juny següent, va ser acomiadat el 22 de setembre de 1796.
El 21 de novembre de 1800 va tornar al servei com a comandant d'un batalló de veterans de la 9a semi brigada i l'1 de juliol de 1810 va ser cap del 7è batalló de veterans a Brest. Va ser posat en inactivitat l'1 de novembre de 1814 i va ser admès a la jubilació el 13 de febrer de 1815.
Va morir el 30 de març de 1823 a Rennes.